# Trois valses romantiques
Les Trois valses romantiques sont un ensemble de trois pièces pour deux pianos composé par Emmanuel Chabrier.

## Histoire
Chabrier commence la compositions de ces valses à partir de 1880, le troisième n'est achevée qu'à l'été 1883. Chabrier écrit à son ami Paul Lacôme qu'il ne savait pas pourquoi il écrivait ces pièces car son éditeur (les Enoch) allait les trouver trop longues et trop difficiles mais qu'il pensait qu'elles pourraient bien se vendre, surtout aux jeunes dames qui jouent sérieusement du piano. Rollo Myers note les exigences techniques considérables imposées aux musiciens.
Pour informer son éditeur Georges Costallat qu'il avait enfin réussi à terminer la troisième valse, il lui envoie par carte postale le 3 septembre 1883 cette charade :
— Oiseau qui se pare des plumes du paon. (geai)

— Qualification de la nommée Carabosse. (fée)

— Note de la gamme. (la)

— Ousqu’il y avait un cheval de bois. (Troie)

— Peintre ordinaire de la place St Marc (Venise). (Ziem)

— Eau de table. (Vals)

Ah ! ah ! ah!

E. CH.

Ile-faulx-Hill-Luminais !

## Représentations
Les valses sont créées publiquement à la Société nationale de musique le 15 décembre 1883 sous la direction d'André Messager et du compositeur. Messager les jouera plus tard avec Francis Poulenc,. Elles sont dédiées à l'épouse de l'éditeur de Chabrier, Madame G. Costallat.
Lors d'une représentation en 1887, Vincent d'Indy écrit que Chabrier lui a dit de ne pas jouer les pièces comme des membres de « l'Institut » les auraient jouées! – cela a été suivi d'une démonstration de Chabrier montrant un large éventail d'expressions et de détails interprétatifs.
Claude Debussy les étudie à la Villa Médicis en 1885 avec Paul Vidal, ils les jouent ensemble à Franz Liszt en visite à Rome en 1886. En 1893, à la salle Pleyel, Maurice Ravel et Ricardo Viñes les jouent devant Chabrier qui passe une heure et demie à leur prodiguer ses encouragements et ses conseils.
Les valses ont été orchestrées par un spécialiste des œuvres de Chabrier, le chef d'orchestre-compositeur Félix Mottl, qui a également réalisé la version orchestrale de la Bourrée fantasque du même compositeur et des Wesendonck-Lieder de Wagner.

## Analyse
Roger Delage note les nombreuses nouveautés des pièces – enchaînements de neuvièmes, utilisation méthodique des gammes pentatoniques dans la troisième valse et rythmes vifs et spontanés.

### Valse I
La première valse en ré majeur est la plus courte des trois : après un carillon introductif, la valse tourne sous une forme bouillonnante.

### Valse II
La deuxième valse en mi majeur est plus calme que la première, avec une fanfare d'ouverture anticipant la Fête Polonaise du Roi malgré lui.

### Valse III
La troisième valse en fa majeur est le point culminant de l'ensemble, où certains passages présagent Debussy (Prélude à l'Après-midi d'un faune, La Terrasse des audiences du clair de lune des Préludes) et Ravel (Jardin féerique de Ma mère l'Oye).